# Batman (film, 2022)
A Batman (eredeti cím: The Batman) 2022-ben bemutatott amerikai szuperhősfilm, amely a DC Comics Batman nevű karakterén alapul. A filmet Matt Reeves rendezte. A főszerepben Robert Pattinson, Zoë Kravitz, Paul Dano, Jeffrey Wright, John Turturro, Peter Sarsgaard, Andy Serkis és Colin Farrell látható.
A filmet 2021 júniusában tervezték bemutatni, de a koronavírus-világjárvány miatt azonban elhalasztották. A filmet az Amerikai Egyesült Államokban 2022. március 4-én, míg Magyarországon egy nappal hamarabb szinkronizálva, március 3-án mutatták be a mozikban az InterCom Zrt. forgalmazásában.

## Cselekmény
Halloweenkor egy magát Rébusznak nevező alak meggyilkolja Don Mitchell Jr.-t,  Gotham City polgármesterét. Bruce Wayne, a visszahúzódó milliárdos, aki két éve igazságosztó Batmanként tevékenykedik, a rendőrséggel (GCPD) együtt nyomoz. A tetthelyen James Gordon hadnagy felfedez egy üzenetet, amelyet maga Rébusz hagyott Batmannek. Nem sokkal később a Rébusz megöli Pete Savage rendőrfőnököt, és újabb üzenetet hagy Batmannek.
Batman és Gordon rájönnek, hogy Rébusz egy pendrive-ot hagyott Mitchell autójában, amin olyan képek vannak, amelyen Mitchell egy Annika Koslov nevű nővel látható az Iceberg Lounge-ban – ami egy éjszakai klub, amelyet Carmine Falcone maffiafőnök embere, Pingvin működtet. Miközben a Pingvin azt állítja, nem tud semmit, Batman észreveszi, hogy Selina Kyle, Annika szobatársa és közeli barátja pincérnőként dolgozik a klubban. Batman hazáig követi Selinát, hogy ott kikérdezze Annikát, de Annika addigra eltűnik, ezért visszaküldi Selinát az Iceberg Lounge-ba, hogy válaszokat keressen. A Selina szemére illesztett apró kamera képei alapján Batman rájön, hogy Savage rajta volt Falcone fizetési listáján, akárcsak Gil Colson kerületi ügyész is. Selina megszakítja a kommunikációt Batmannel, amikor Batman a Falconéval való kapcsolatáról faggatózik.
Rébusz elrabolja Colsont, időzített nyakörvbombát rögzít a nyakára, és Mitchell temetésének megzavarására küldi. Amikor Batman megérkezik, Rébusz felhívja őt Colson telefonján keresztül, és azzal fenyegetőzik, hogy felrobbantja a bombát, ha Colson nem tud időben három rejtvényre válaszolni. Batman segít Colsonnak megválaszolni az első kettőt, de Colson nem hajlandó válaszolni a harmadikra – annak az informátornak a nevére, aki olyan információkat adott a GCPD-nek, amelyek egy történelmi fontosságú drograzziához vezettek, és véget vetettek Salvatore Maroni maffiózó üzletének –, és végül meghal. Batman és Gordon arra a következtetésre jutnak, hogy az informátor Pingvin lehet, ezért egy drogüzletben veszik üldözőbe. Rájönnek, hogy Maroni akciója átkerült Falconéhoz, és számos korrupt GCPD-tiszt is részt vett benne. Selina véletlenül leleplezi őket, amikor pénzt lopni jön. Selina felfedezi Annika holttestét egy csomagtartóban, miközben Pingvin menekül. Batman elfogja Pingvint, de megtudja, hogy nem ő volt az informátor.
Batman és Gordon követik Rébusz nyomát egy árvaház romjaihoz, amelyet Bruce meggyilkolt szülei, Thomas és Martha Wayne alapítottak, ekkor rájönnek, hogy Rébusz gyűlöli a Wayne családot. Bruce komornyikja és gondnoka, Alfred Pennyworth kórházba kerül, miután kinyitotta a Bruce-nak címzett levélbombát. Rébusz bizonyítékot szivárogtat ki arról, hogy Thomas, aki a polgármesteri székért indult, mielőtt meggyilkolták, felbérelte Falconét, hogy öljön meg egy újságírót, mert az azzal fenyegetőzött, hogy kínos részleteket fed fel Martha és családja mentális betegségekkel kapcsolatos múltjáról. Bruce abban a hitben nőtt fel, hogy apja erkölcsileg becsületes. Szembeszáll Alfréddal, aki azt állítja, hogy Thomas csak arra kérte Falconét, hogy fenyegesse hallgatásra az újságírót, és azt tervezte, hogy átadja magát és Falconét a rendőrségnek, amint kiderül, hogy az újságírót meggyilkolták. Alfred úgy véli, hogy Falcone azért ölette meg Thomast és Marthát, hogy ezt megakadályozza.
Selina elmondja Batmannek, hogy Falcone az elhanyagoló édesapja, és meg akarja őt is ölni, miután Selina megtudta, hogy Falcone megfojtotta Annikát, mert Mitchell véletlenül elmondta neki, hogy Falcone volt az informátor.
Batman és Gordon időben megérkeznek az Iceberg Lounge-ba, hogy megállítsák, de amint letartóztatják, Rébusz lelövi és megöli Falconét. Rébusz lelepleződik Edward Nashton törvényszéki könyvelő személyében, és az Arkham Állami Kórházba zárják, ahol elmondja Batmannek, hogy bálványozza és ihletet merített tőle, amikor a korruptakat veszi célba. Batman a lakását átkutatva megtudja, hogy Nashton több autóbombát helyezett el Gotham környékén, és online követői vannak, akik a megválasztott polgármester, Bella Reál meggyilkolását tervezik.
A bombák elpusztítják a Gotham körüli partfalat, és árvíz önti el a várost. Egy fedett arénában felállítanak egy menedéket, ahol Nashton követői megpróbálják megölni Reált, de Batman és Selina megakadályozza a támadást.
Ezt követően Nashton összebarátkozik egy másik rabbal, míg Selina úgy ítéli meg, hogy Gotham nem menthető meg, és elhagyja a várost. Batman segít a helyreállítási munkálatokban, és megesküszik, hogy reményt ébreszt Gothamben.

## Szereplők
| Szerep                          | Színész           | Magyar hang      | Leírás |
| ------------------------------- | ----------------- | ---------------- | --- |
| Bruce Wayne / Batman            | Robert Pattinson  | Hajdu Tibor      | Visszahúzódó milliárdos, aki megszállottan védi Gotham Cityt álarcos igazságosztóként, hogy megbirkózzon traumatikus múltjával. |
| Selina Kyle / Macskanő          | Zoë Kravitz       | Földes Eszter    | Egy éjszakai szórakozóhely pincérnője és profi betörő, aki találkozik Batmannel, miközben az eltűnt szobatársát keresi.         |
| James Gordon                    | Jeffrey Wright    | Törköly Levente  | Rendőrhadnagy, Batman szövetségese a rendőrségen.                                                                               |
| Edward Nashton / Rébusz         | Paul Dano         | Fehér Tibor      | Sorozatgyilkos, aki Gotham City korrupt politikusait veszi célba.                                                               |
| Carmine Falcone                 | John Turturro     | Schnell Ádám     | Gotham City maffiavezére, aki kapcsolatban áll a Wayne családdal.                                                               |
| Gil Colson                      | Peter Sarsgaard   | Zámbori Soma     | Gotham kerületi ügyésze. |
| Alfred Pennyworth               | Andy Serkis       | Fillár István    | Batman komornyikja és mentora.                                                                                                  |
| Oswald „Oz” Cobblepot / Pingvin | Colin Farrell     | Czvetkó Sándor   | Egy eltorzult, feltörekvő bűnöző és Macskanő munkaadója.                                                                        |
| Bella Reál                      | Jayme Lawson      | Sallai Nóra      | Gotham City polgármesterjelöltje.                                                                                               |
| Pete Savage                     | Alex Ferns        | Hannus Zoltán    | A gotham-i rendőrség főkapitánya.                                                                                               |
| Joker                           | Barry Keoghan     | Hamvas Dániel    | Rab az Arkham Elmegyógyintézetben.                                                                                              |
| Martinez                        | Gil Perez-Abraham | Rohonyi Barnabás | Rendőr. |
| Kenzie                          | Peter McDonald    | Sztarenki Pál    | Rendőr. |
| Mackenzie Bock                  | Con O'Neill       | Mihályfi Balázs  | Rendőrfőnök. |

## A film készítése
Ben Affleck, aki a DC Extended Universe (DCEU) Batmanjét alakította, 2014-ben a Batman rendezője, producere, társírója és főszereplője lett volna, de 2017-ben úgy döntött, hogy nem rendezi meg, mivel nem volt elégedett a saját forgatókönyvével. Helyette Reevest szerződtették, aki átdolgozta Affleck történetét, hogy egy fiatalabb Batmanre összpontosítson. A korábbi Batman-filmeknél jobban igyekezett felfedezni Batman detektív oldalát, amit a Batman: A kezdet kezdete (1987), a Batman: The Long Halloween (1996-1997) és az Ego (2000) című képregények ihlettek. Affleck 2019 januárjában végleg kiszállt a Batmanből, és a DCEU-hoz fűződő kapcsolatait is megszüntette. Pattinson 2019 májusában kapta meg a szerepet, a további szereposztás pedig még abban az évben volt. A forgatás az Egyesült Királyságban és Chicagóban zajlott, és 2020 januárjától 2021 márciusáig tartott.

## Jövő
A Batman egy új Batman-filmtrilógia első darabja, és egy, a DCEU-tól elkülönülő, Batmanre összpontosító megosztott univerzumot teremt. A főbb szereplők 2019 novemberétől szerződtek le a jövőbeli filmekre. 2021 decemberében Pattinson azt mondta, hogy vannak ötletei Batman karakterének fejlesztésére a további filmekben, míg Clark szerint a Batman megteremti az alapot, amelyre a jövőbeli filmek épülhetnek. Pattinson és Reeves kifejezte érdeklődését Robin bemutatását illetően, valamint a Baglyok Bírósága, a Calendar Man, Mr. Fagy vagy Hush szerepeltetése iránt egy folytatásban.

## Televíziós sorozat
2024 végén mutatott be a HBO Max egy nyolcrészes minisorozatot Pingvin címmel, mely a hasonló nevű szereplőre összpontosít. A címszerepben ismét Colin Farrell látható.

## Fogadtatás
A kritikusok mind a képi világot, mind a szereplők alakítását dicsérték. A Rotten Tomatoeson a Batman 86%-os minősítést kapott 470 kritikus véleménye alapján.